# Pseudohaje
Pseudohaje es un género de serpientes venenosas de la familia Elapidae que se distribuyen por el África subsahariana.

## Especies
Se reconocen las dos siguientes según The Reptile Database:
- Pseudohaje goldii (Boulenger, 1895)
- Pseudohaje nigra Günther, 1858